# تپه چشمه رجب
تپه چشمه رجب مربوط به عصر مس است و در شهرستان کوهدشت، بخش کونانی، دهستان زیر تنگ، ۱/۳ کم شرق روستای رماوند بساط بگی واقع شده و این اثر در تاریخ ۲۸ اسفند ۱۳۸۵ با شمارهٔ ثبت ۱۸۴۰۲ به‌عنوان یکی از آثار ملی ایران به ثبت رسیده است.